# 文峰塔
文峰塔是一种主要用于祈祷文运昌盛的塔，是一种中国南部及越南的传统建筑。又称文昌塔、文笔塔、文光塔、尚元塔、巽峰塔等。
文峰塔是随着风水学说的发展而出现的一种建筑，与佛教无关。《相宅经纂》中说：“凡都、省、州、县、乡村，文人不利，不发科甲者，宜于甲、巽、丙、丁四字方位择其吉地，立一文笔尖峰，只要高过别山，即发科甲；或于山上立文笔，或平地建高塔，皆为文笔峰。”文笔是一种形似倒立的笔的小建筑，多为石质，一般高三米左右。也有的地方如以天然的尖顶山峰作为文笔峰，如浙江永嘉芙蓉村。最常见的文笔峰还是文峰塔。
如《相宅经纂》所说，建造文峰塔的目的主要是祈祷当地文运昌盛。其次文峰塔往往建于水口处，起到闭锁水口的作用。另外文峰塔建成后，往往成为当地的地标。
文峰塔分布很广，但主要在中国南方地区，也即风水学说兴盛、宗族势力强大的地区。北方相对要少，东北及西北地区更少。由于建塔费用高昂，一般只有富裕的村落才能负担得起。州县的文峰塔则由官方出资建造。
文峰塔的建造位置和朝向以甲（东偏北）、巽（东南）、丙（南偏东）、丁（南偏西）四字方位为宜，在实际建设中，常受当地地形、水流方向的影响。最常见的方位在巽位，即东南方，如浙江建德新叶村的文峰塔即建于村东南，广州赤岗塔也位于城区的东南方向。九江地处长江之南，其文峰塔（锁江楼塔）建于城区东北的长江之滨，即处甲位。婺源县因乐安江由北向南而来，其文峰塔建于丁峰上。
文峰塔的样式来自于佛塔，多采用楼阁式塔或密檐式塔的外形，大的可以登临，小的则为实心。建筑材料以砖为多见。有些地方的文峰塔塔内还供有文昌帝君，这就综合了文昌阁的作用。

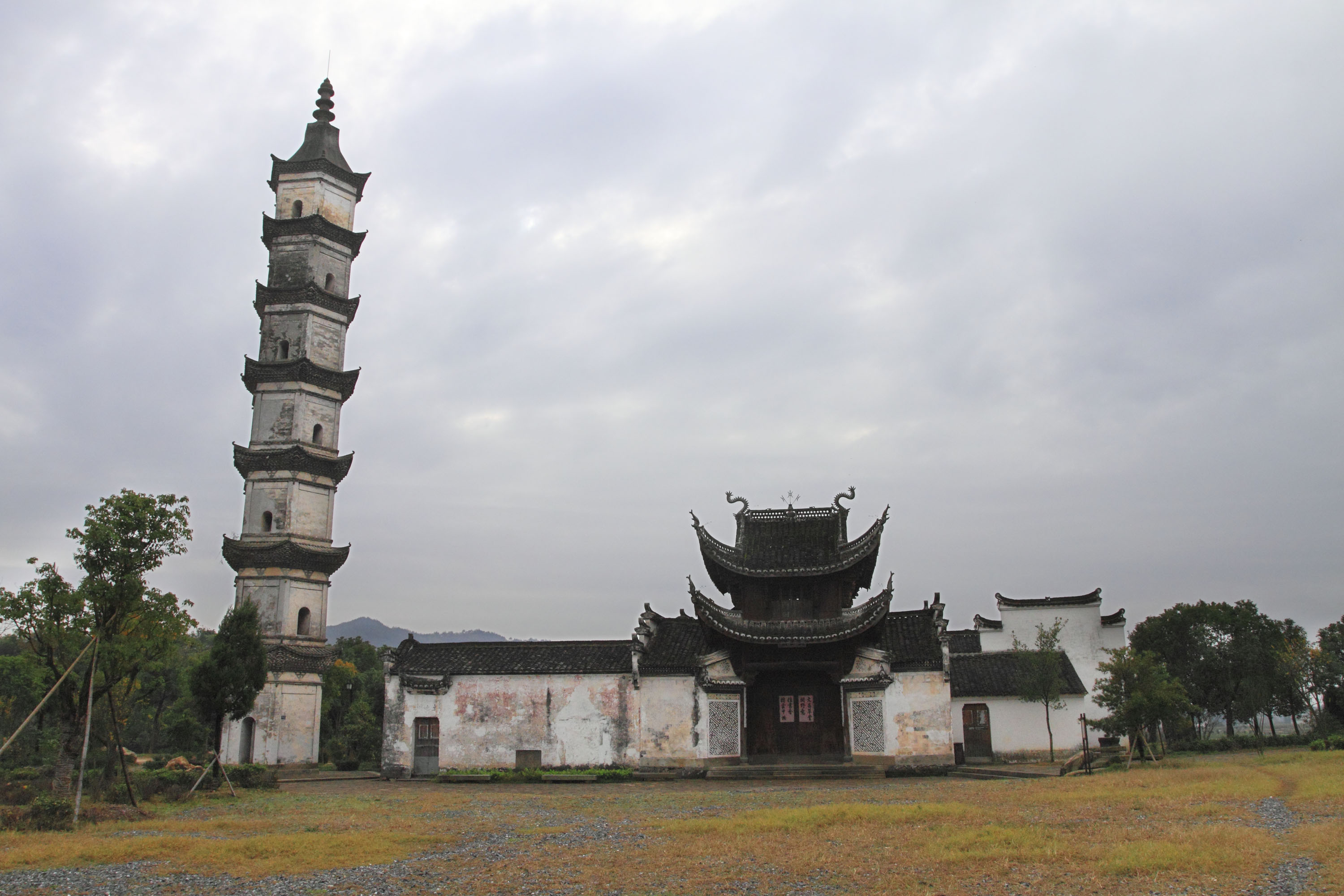
新叶村之文峰塔（抟云塔）
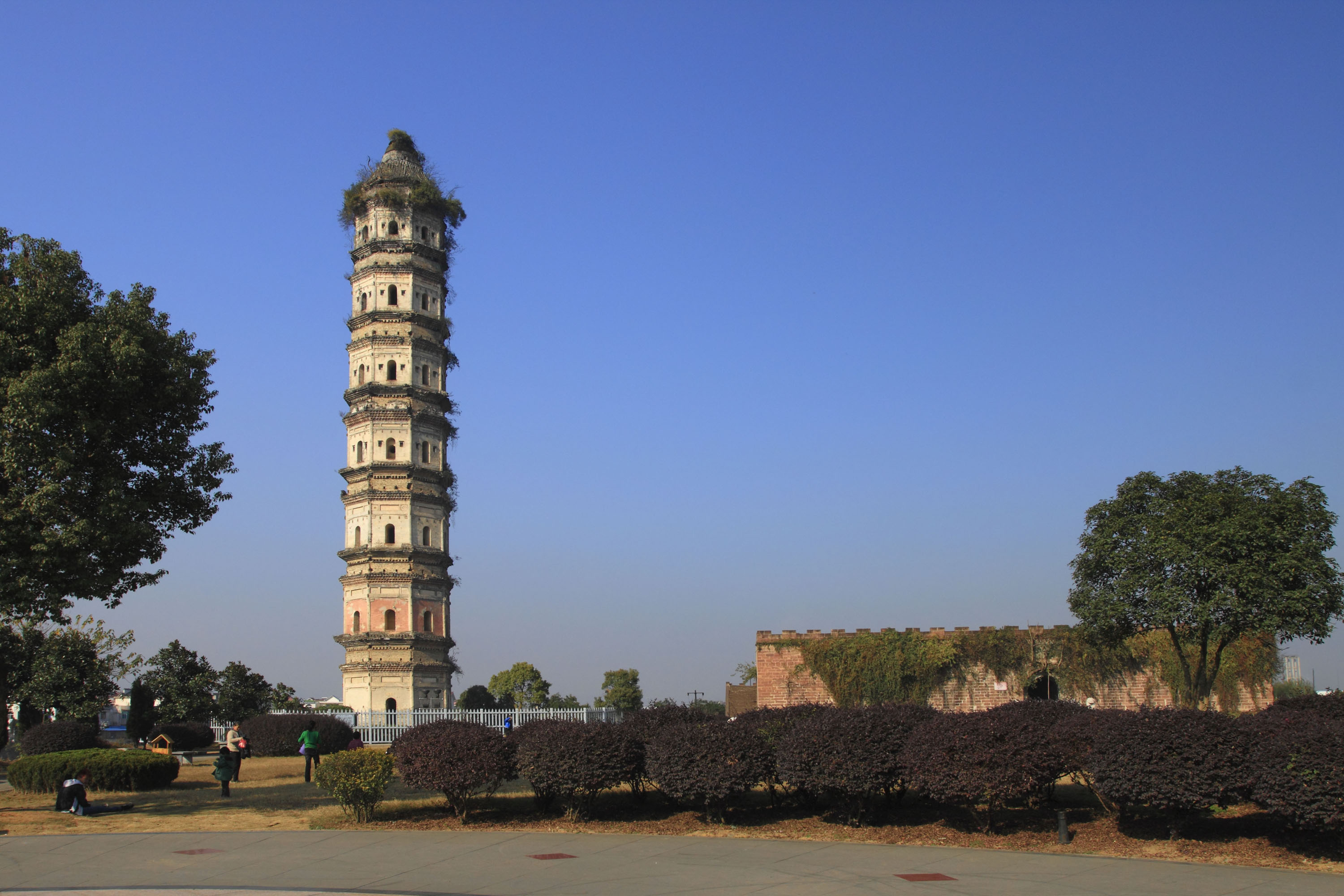
岩寺镇之文峰塔(岩寺文峰塔)
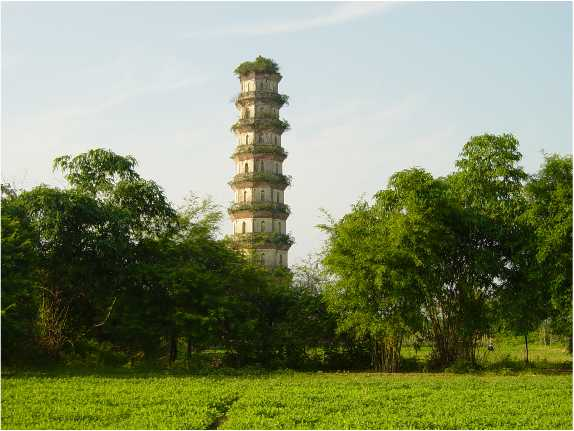
英德县之文峰塔
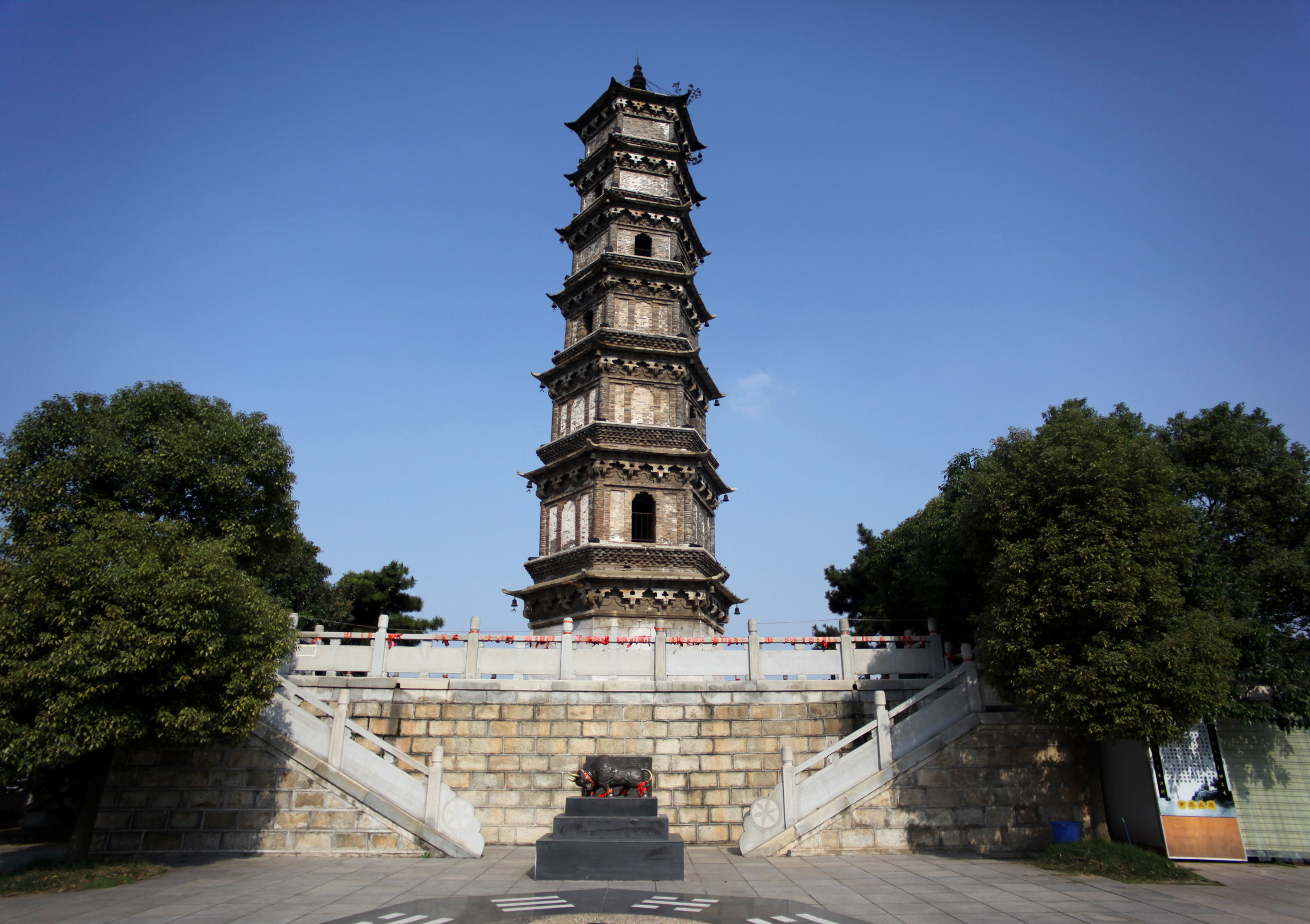
九江府之文峰塔(锁江楼塔)